# Kattklössjuka
Cat Scratch Fever är också titeln på ett album från 1977 av Ted Nugent.
Kattklössjuka (även cat scratch disease, liksom kattklösarsjukan eller cat scratch fever) är en ovanlig men vanligtvis godartad (ofarlig) infektionssjukdom, som är vanligast hos barn och utbryter 1–2 veckor efter en kattklösning. Sjukdomen orsakas av bakterien Bartonella henselae är en zoonotisk infektionssjukdom. Kattklössjuka sprids i 90 procent av fallen genom bit- eller
rivskador från katt till människa.
Folkhälsomyndigheten angav i ett faktablad från 2013 även Oroyafeber och Verruga peruana som "andra benämningar" på samma sjukdom; men den noggrannare beskrivningen i faktabladet uttrycker snarare att det handlar om olika sjukdomar orsakade av besläktade bakterier.
Sjukdomen beskrevs först 1889 av Henri Parinaud och har kallats Parinaud oculoglandular sjukdom och la malade des griffes du chat. Katten erkändes som spridaren av sjukdomen 1931 efter rön från dr. Robert Debré.

## Upptäckten
Symptom som liknar kattklössjuka beskrevs först av Henri Parinaud 1889, och det kliniska syndromet beskrevs första gången 1950 av Robert Debré. År 1983 upptäckte man vid ett lyckat odlings- och isoleringsexperiment från
lymkörtlarna hos patienter med kattklössjuka en gramnegativ bakterie med hjälp
av Warthin-Starry silverfärgning. Bakterien gavs namnet Afipia felis år 1991
och ursprungligen trodde man att det var A. felis som orsakade
sjukdomen, men detta motbevisades av immunologiska studier under 1990-talet som
visade att patienter med sjukdomen utvecklade antikroppar mot två andra
organismer; B. henselae och Bartonella clarridgeiae.

## Förekomst
Kattklössjuka
har påträffats världen över men den förekommer framförallt i varma och fuktiga
klimat, eftersom kattloppan Ctenocephalides felis trivs bäst i dessa
miljöer. Sjukdomen har påträffats över hela Nordamerika och det uppskattas att
22 000 personer drabbas av sjukdomen varje år i USA.
Bartonella henselae är ovanlig hos svenska katter och förekomsten av
kattklössjuka har inte studerats i Sverige, men det har påträffats positiv
serologi mot bakterien hos enstaka patienter. Sjukdomen är mest förekommande
bland barn (under 17 år) men den förekommer även bland vuxna.

## Symptom
Sjukdomsförloppet börjar oftast med feber och lokala svullna lymfkörtlar som kan bli ömma och där
även bölder kan uppstå. Det är endast tio procent som får feber över 39 grader
och ca 30 procent får inte någon feber över huvud taget. Ibland kan det uppstå
sårbildning där man blivit biten eller riven, och atypiska symptom som
ögoninflammation, mjältförstoring, hjärn- och hjärnhinneinflammation, småfläckiga
utslag och knölros förekommer i vissa fall. Symptomen uppstår vanligen efter
ett par till flera veckor efter exponering för bakterien.

## Spridning
Kattloppan Ctenocephalides felis är den ansvariga
vektorn för den horisontella överföringen mellan katter. När loppan som bär på Bartonella henselae livnär sig på katten, lämnar den avföring på kattens hud som sedan
överförs till kattens mun när den slickar sig. På så sätt kontamineras kattens
saliv som sedan kan överföra bakterien till människor genom riv- eller
bitskador. Kattungar är mer "benägna" att bära på bakterien än vuxna
katter och är därför även mer benägna att överföra sjukdomen. Man uppskattar
att omkring 50 % av alla katter bär på bakterien någon gång under sin livstid,
men hos katterna är den kommensal. Trots att bakterien är relativt vanlig hos
katter så är den sällsynt hos människor, den smittar inte så lätt och den kan
heller inte överföras mellan människor.

## Diagnos
Diagnosen av kattklössjuka
ställs främst genom ett serologiskt test. Diagnosen kan även baseras på om patienten har erfarenhet av
exponering för katter. I vissa fall kan även en biopsi av den drabbade lymfkörteln
tas vid diagnostiseringen av sjukdomen.

## Behandling
Hos människor med ett normalt fungerande immunförsvar är kattklössjuka oftast
godartad och går över av sig själv (på två till fyra månader).
I allvarligare fall eller för
patienter med nedsatt immunförsvar, t.ex. HIV- och AIDS-patienter, skrivs
oftast antibiotika ut, och då används främst azithromycin, rifampin,
ciprofloxacin, doxycyklin och gentamicin.